# Albemarlea
Albemarlea is een monotypisch geslacht van schimmels dat tot de familie Fuscideaceae behoort. Het bevat alleen Albemarlea pamlicoensis.